# Naisa

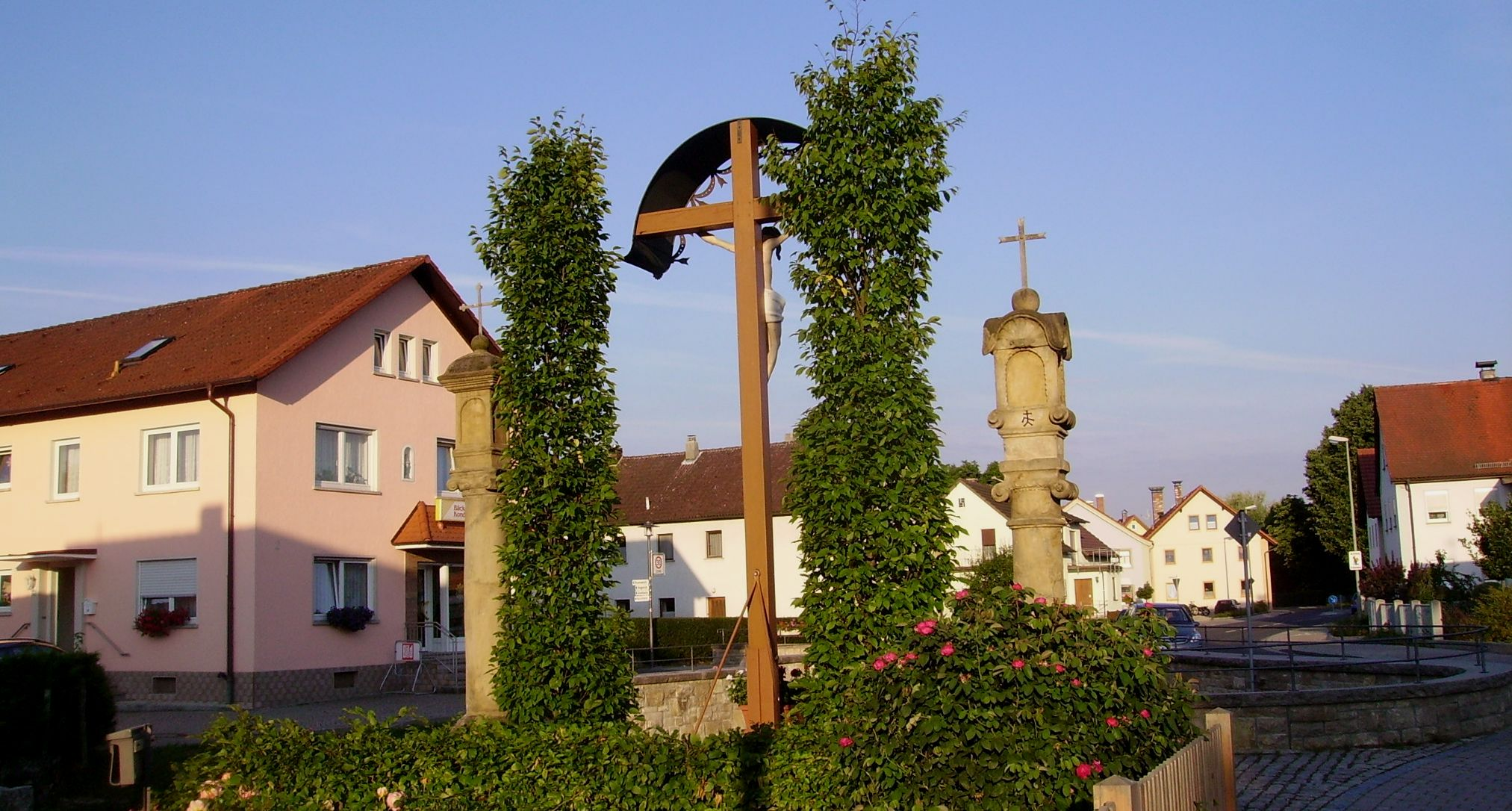
Naisa

Naisa ist ein Gemeindeteil der Gemeinde Litzendorf im oberfränkischen Landkreis Bamberg in Bayern.

## Lage
Das Dorf Naisa liegt im Ellerntal auf einer Höhe von 292 m ü. NN. Der Ort ist mit Litzendorf zusammengewachsen, zirka einen Kilometer von Pödeldorf entfernt und durch seine Nähe zur Stadt Bamberg ein bevorzugter Wohnort für Pendler.

## Geschichte
Der Ortsname Naisa (ursprünglich: Neysen) ist vermutlich slawischen Ursprungs. Die Entstehung der Siedlung wird deshalb in der Zeit um das Jahr 600 angenommen und soll „die unten wohnenden Leute“ bedeuten. Erstmals urkundlich erwähnt wurde Naisa in einer Urkunde des Bischofs Arnold von Bamberg vom 7. Juni 1293. 1461 wurde in Naisa ein Kaplanat eingerichtet. Bis 1803 gehörte Naisa zum Hochstift Bamberg, bis es im Rahmen der Säkularisation an das Königreich Bayern fiel. Von 1818 bis 1834 bildete Naisa zusammen mit Pödeldorf, heute ebenfalls ein Gemeindeteil von Litzendorf, eine Gemeinde. Zur Mitte des 20. Jahrhunderts wandelte sich Naisa von einem agrarisch geprägten Dorf zu einem Wohnort für Pendler ins nahegelegene Bamberg. Am 1. Mai 1978 wurde die Gemeinde Naisa, zu der keine weiteren Gemeindeteile gehörten, im Zuge der Gebietsreform in Bayern in die neu geschaffene Gemeinde Litzendorf integriert.

## Kultur und Infrastruktur
Naisa verfügt über einen Kindergarten, die Freiwillige Feuerwehr und mit dem ASV Naisa 1928 über einen Sportverein. Im Ort gibt es drei denkmalgeschützte Bildstöcke. Der älteste stammt aus dem Jahr 1350 und gilt als ältester Bildstock Frankens.